# Spiritual Beggars (musikalbum)
Spiritual Beggars är bandet Spiritual Beggars debutalbum. Det gavs ut 1994 på Wrong Again Records. En nyutgåva med fyra bonusspår gavs ut 2002 på Regain Records.

## Låtlista
1. "Yearly Dying" - 3:56
2. "Pelekas" - 4:12
3. "The Space Inbetween" - 3:57
4. "If This Is All" - 4:46
5. "Under Silence" - 3:59
6. "Magnificent Obsession" - 9:11
Bonusspår på 2002 års utgåva
7. "Blind Mountain" - 4:19
8. "If You Should Leave" - 4:32
9. "Nowhere to Go" - 6:00
10. "Sour Stains" - 5:00

## Medverkande
- Christian "Spice" Sjöstrand - sång
- Michael Amott - gitarr
- Ludwig Witt - trummor